# Рокитне (Золочівський район)
Роки́тне (до 1946 року — Колонія) — село в Україні, в Буській міській громаді Золочівського району Львівської області. Орган місцевого самоврядування — Буська міська рада. Колишній орган місцевого самоврядування — Яблунівська сільська рада, якій підпорядковувалися села Яблунівка та Рокитне. Від 2021 року ці села належать до Яблунівського старостинського округу. Населення становить 59 осіб. 

## Географія
Відстань до обласного центру становить 56 км, до районного центру — 39 км, до центру громади становить 4 км, що проходять автошляхами обласного та місцевого значення. Відстань до найближчої залізничної станції Красне — 10 км.

## Населення
За даними всеукраїнського перепису населення 2001 року у селі мешкало 59 осіб.

### Мова
Розподіл населення за рідною мовою за даними перепису 2001 року був наступним:
| українська | 59 | 100,00 |